# Clubiona abnormis
Clubiona abnormis là một loài nhện trong họ Clubionidae.
Loài này thuộc chi Clubiona. Clubiona abnormis được Pakawin Dankittipakul miêu tả năm 2008.